# Babah Krueng Teklep
Babah Krueng Teklep is een bestuurslaag in het regentschap Aceh Barat van de provincie Atjeh, Indonesië. Babah Krueng Teklep telt 501 inwoners (volkstelling 2010).